# Niptus hololeucus
Niptus hololeucus là một loài bọ cánh cứng trong họ Ptinidae. Loài này được Falderman miêu tả khoa học năm 1835.

## Hình ảnh